# 田中飛依
田中 飛依（たなか とおい、1987年7月25日 - ）は、日本のプロボクサー（フライ級）。愛知県名古屋市出身。緑ボクシングジム所属。

## 戦績
2007年
- 7月13日 - 刈谷市産業振興センターでデビュー戦。4RTKO勝ち。

2008年
- 8月9日 - 中日本新人王決勝戦で4R判定勝利、フライ級中日本新人王獲得[2]。
- 10月4日 - 西部・中部新人王対抗戦で4R判定勝利。
- 11月3日 - 西軍代表決定戦で5R判定勝利。